# Peter Axelsson
Hans Peter Christian Axelsson (* 22. Juni 1967 in Täby) ist ein ehemaliger schwedischer Badmintonspieler. 

## Karriere
Peter Axelsson nahm 1992, 1996 und 2000 jeweils im Herrendoppel mit Pär-Gunnar Jönsson an Olympia teil. Bei den ersten beiden Teilnahmen wurden sie 17., 2000 Neunte. 1992 startete Axelsson ebenfalls im Einzel und wurde auch dort 17. Bei der Weltmeisterschaft 1993 gewannen Axelsson und Jönsson Bronze, bei der Europameisterschaft 2000 Silber. 2001 wurde Axelsson mit dem BC Eintracht Südring Berlin Deutscher Mannschaftsmeister. 

## Sportliche Erfolge
| Veranstaltung | Saison                                      | Disziplin    | Platz | Name |
| ------------- | ------------------------------------------- | ------------ | ----- | --- |
| 1980/1981     | Schweden: Einzelmeisterschaft U15           | Herreneinzel | 1     | Peter Axelsson (Täby IS) |
| 1981/1982     | Schweden: Einzelmeisterschaft U17           | Herrendoppel | 1     | Peter Axelsson / Stefan Axelsson (Täby BMF) |
| 1982/1983     | Schweden: Einzelmeisterschaft U17           | Herreneinzel | 1     | Peter Axelsson (Täby BMF) |
| 1982/1983     | Schweden: Einzelmeisterschaft U17           | Herrendoppel | 1     | Peter Axelsson / Mikael Lundqvist (Täby BMF / BK Aura) |
| 1984/1985     | Schweden: Einzelmeisterschaft U19           | Herrendoppel | 1     | Peter Axelsson / Mikael Lundquist (Täby BMF / BK Aura) |
| 1984/1985     | Schweden: Einzelmeisterschaft U19           | Herreneinzel | 1     | Peter Axelsson (Täby BMF) |
| 1985          | Junioren-Europameisterschaft                | Herrendoppel | 3     | Peter Axelsson / Mikael Lunqvist |
| 1986          | USSR International                          | Herrendoppel | 1     | Peter Axelsson / Jens Olsson |
| 1986          | Norwegian International                     | Herrendoppel | 1     | Peter Axelsson / Jens Olsson |
| 1986          | Norwegian International                     | Herreneinzel | 1     | Peter Axelsson |
| 1986/1987     | Schweden: Einzelmeisterschaft U22           | Herrendoppel | 1     | Peter Axelsson / Jens Olsson (Täby BMF / GBK) |
| 1987          | Cyprus International                        | Mixed        | 1     | Peter Axelsson / Ulrika von Pfaler |
| 1987          | Cyprus International                        | Herreneinzel | 1     | Peter Axelsson |
| 1987          | Cyprus International                        | Herrendoppel | 1     | Peter Axelsson / Stefan Axelsson |
| 1987          | Polish International                        | Herrendoppel | 1     | Peter Axelsson / Jesper Olsson |
| 1987/1988     | Schweden: Einzelmeisterschaft U22           | Herrendoppel | 1     | Peter Axelsson / Jens Olsson (Täby BMF / GBK) |
| 1988          | Europameisterschaft                         | Herrendoppel | 3     | Peter Axelsson / Stefan Karlsson |
| 1988          | Polish International                        | Herreneinzel | 1     | Peter Axelsson |
| 1988/1989     | Schweden: Einzelmeisterschaft U22           | Herrendoppel | 1     | Peter Axelsson / Mikael Rosén (Täby BMF / BK Aura) |
| 1988/1989     | Schweden: Einzelmeisterschaft U22           | Herreneinzel | 1     | Peter Axelsson (Täby BMF) |
| 1989/1990     | Schweden: Einzelmeisterschaft               | Herrendoppel | 1     | Peter Axelsson / Mikael Rosén (Täby BMF / BK Aura) |
| 1990          | Scottish Open                               | Herrendoppel | 1     | Pär-Gunnar Jönsson / Peter Axelsson |
| 1990          | Europameisterschaft                         | Herrendoppel | 3     | Mikael Rosen / Peter Axelsson |
| 1990/1991     | Schweden: Einzelmeisterschaft               | Herrendoppel | 1     | Peter Axelsson / Pär-Gunnar Jönsson (Täby BMF / Västra Frölunda) |
| 1991/1992     | Schweden: Einzelmeisterschaft               | Herrendoppel | 1     | Peter Axelsson / Pär-Gunnar Jönsson (Täby BMF / Västra Frölunda) |
| 1991/1992     | Schweden: Einzelmeisterschaft               | Herreneinzel | 1     | Peter Axelsson (Täby BMF) |
| 1992          | Scottish Open                               | Herrendoppel | 1     | Peter Axelsson / Pär-Gunnar Jönsson |
| 1992          | Finnish International                       | Herrendoppel | 1     | Peter Axelsson / Pär-Gunnar Jönsson |
| 1992          | Olympia                                     | Herrendoppel | 17    | Pär-Gunnar Jönsson / Peter Axelsson |
| 1992          | Olympia                                     | Herreneinzel | 17    | Peter Axelsson |
| 1992          | Europameisterschaft                         | Herrendoppel | 3     | Pär-Gunnar Jönsson / Peter Axelsson |
| 1992/1993     | Schweden: Einzelmeisterschaft               | Herrendoppel | 1     | Peter Axelsson / Pär-Gunnar Jönsson (Täby BMF / Västra Frölunda) |
| 1993          | World Cup                                   | Mixed        | 1     | Peter Axelsson / Gillian Gowers |
| 1993          | Swiss Open                                  | Herrendoppel | 1     | Pär-Gunnar Jönsson / Peter Axelsson |
| 1993          | Weltmeisterschaft                           | Herrendoppel | 3     | Peter Axelsson / Pär-Gunnar Jönsson |
| 1993/1994     | Schweden: Einzelmeisterschaft               | Herrendoppel | 1     | Peter Axelsson / Pär-Gunnar Jönsson (Täby BMF / Göteborgs BK) |
| 1994          | Korea Open                                  | Herrendoppel | 1     | Pär-Gunnar Jönsson / Peter Axelsson |
| 1994          | Swiss Open                                  | Mixed        | 1     | Peter Axelsson / Marlene Thomsen |
| 1994          | Swiss Open                                  | Herrendoppel | 1     | Pär-Gunnar Jönsson / Peter Axelsson |
| 1994/1995     | Schweden: Einzelmeisterschaft               | Herrendoppel | 1     | Peter Axelsson / Pär-Gunnar Jönsson (Täby BMF / Göteborgs BK) |
| 1995          | Swedish Open                                | Herrendoppel | 1     | Par-Gunnar Jönsson / Peter Axelsson |
| 1995          | China: Internationale Meisterschaften       | Herrendoppel | 3     | Pär-Gunnar Jönsson / Peter Axelsson |
| 1995/1996     | Schweden: Einzelmeisterschaft               | Mixed        | 1     | Peter Axelsson / Catrine Bengtsson (Täby BMF / Askim) |
| 1995/1996     | Schweden: Einzelmeisterschaft               | Herrendoppel | 1     | Peter Axelsson / Pär-Gunnar Jönsson (Täby BMF / Göteborgs BK) |
| 1996          | Olympia                                     | Herrendoppel | 17    | Per Gunnar Johansson / Peter Axelsson |
| 1996          | Europameisterschaft                         | Herrendoppel | 3     | Per Gunnar Johansson / Peter Axelsson |
| 1996          | Swiss Open                                  | Mixed        | 3     | Peter Axelsson / C Bengtsson |
| 1996          | Chinese Taipei Open                         | Herrendoppel | 1     | Pär-Gunnar Jönsson / Peter Axelsson |
| 1996          | Swiss Open                                  | Herrendoppel | 3     | Peter Axelsson / P Joensson |
| 1996/1997     | Schweden: Einzelmeisterschaft               | Mixed        | 1     | Peter Axelsson / Catrine Bengtsson (Täby BMF / Askim) |
| 1996/1997     | Schweden: Einzelmeisterschaft               | Herrendoppel | 1     | Peter Axelsson / Pär-Gunnar Jönsson (Täby BMF / Västra Frölunda) |
| 1997          | Schweden: Internationale Meisterschaften    | Herrendoppel | 2     | Peter Axelsson / Pär-Gunnar Jönsson |
| 1997/1998     | Schweden: Einzelmeisterschaft               | Herrendoppel | 1     | Peter Axelsson / Pär-Gunnar Jönsson (Täby BMF / Västra Frölunda) |
| 1998          | Swiss Open                                  | Herrendoppel | 3     | Peter Axelsson / Pär-Gunnar Jönsson |
| 1998          | Hongkong Open                               | Herrendoppel | 3     | Peter Axelsson / Pär-Gunnar Jönsson |
| 1998          | Europameisterschaft                         | Herrendoppel | 2     | Per Gunnar Johansson / Peter Axelsson |
| 1998/1999     | Deutschland: Internationale Meisterschaften | Herrendoppel | 2     | Peter Axelsson / Pär-Gunnar Jönsson |
| 1998/1999     | Schweden: Einzelmeisterschaft               | Herrendoppel | 1     | Peter Axelsson / Pär-Gunnar Jönsson (Täby BMF) |
| 1999          | Welsh International                         | Herrendoppel | 1     | Joakim Andersson / Peter Axelsson |
| 1999/2000     | Schweden: Einzelmeisterschaft               | Herrendoppel | 1     | Peter Axelsson / Pär-Gunnar Jönsson (Täby BMF) |
| 2000          | Olympia                                     | Herrendoppel | 9     | Pär-Gunnar Jönsson / Peter Axelsson |
| 2000          | Taiwan Open                                 | Herrendoppel | 5     | Peter Axelsson / Pär-Gunnar Jönsson |
| 2000          | Europameisterschaft                         | Herrendoppel | 2     | Pär-Gunnar Jönsson / Peter Axelsson |
| 2000          | Norwegian International                     | Herrendoppel | 1     | Peter Axelsson / Imanuel Hirschfeld |
| 2000/2001     | Schweden: Einzelmeisterschaft               | Herrendoppel | 1     | Peter Axelsson / Pär-Gunnar Jönsson (Täby BMF) |
| 2000/2001     | Deutsche Mannschaftsmeisterschaft           | Mannschaft   | 1     | BC Eintracht Südring Berlin (Vladislav Druzchenko, Karina de Wit, Rikard Magnusson, Lotte Jonathans, Jyri Aalto, Anja Weber, Peter Axelsson, Catrine Bengtsson, Jens Eriksen, Henrik Andersson, Bram Fernardin, Torsten Ost) |
| 2002/2003     | Deutsche Mannschaftsmeisterschaft           | Mannschaft   | 2     | BC Eintracht Südring Berlin (Vladislav Druzchenko, Rikard Magnusson, Jyri Aalto, Peter Axelsson, Jens Eriksen, Henrik Andersson, Bram Fernardin, Torsten Ost, Karina de Wit, Lotte Jonathans, Anja Weber, Catrine Bengtsson) |